# Тепегьоз
Тепегьозът (на азербайджански: Təpəgöz; на турски: Tepegöz; от „тепе“ – „корона“, „гьоз“ – „око“) е едноок великан в тюркската митология.
Легендата разказва, че Тепегьозът примамва хората в пещерата си (тоест в леговището си), за да ги яде, но Човекът влиза в двубой с него и го намушква с нож в окото, след което си намята овча кожа и излиза с хитрост от пещерата на Тепегьоза.